# Land of the Dead
Land of the Dead (lit. en català: "Terra dels morts") és una pel·lícula de terror de 2005 dirigida per George A. Romero. Es tracta de la quarta pel·lícula d'una saga, integrada per sis títols en total, els protagonistes principals del qual són els zombis. La saga va començar amb les pel·lícules La Nit dels Morts Vivents (1968), Dawn of the Dead (1978) i Day of the Dead (1985) i es completa amb Diary of the Dead (2008) i Survival of the Dead (2010).
Produïda per Estudis Universal Land of the Dead compta amb el major pressupost de totes les que integren la franquícia dirigida per Romero, gairebé 19.000.000$, i va tenir una bona resposta comercial en recaptar més de 47.000.000$. També ha obtingut comentaris generalment positius en les crítiques que s'han realitzat de la pel·lícula en portals com FilmAffinity, IMDb o Rotten Tomatoes.
La trama mostra un món post-apocalíptic envaït per zombis i amb una població d'éssers humans cada vegada més minvada. Els supervivents han trobat refugi en una àrea denominada "Triangle Daurat" al centre de Pittsburgh (Pennsilvània). La ciutat, fortificada i regida per un govern de tipus feudal, inclou al centre un gratacel on els privilegiats tenen luxes, comoditats i seguretat, mentre que la resta han d'arreglar-les-hi com poden per sobreviure. Aquesta aparent seguretat es veurà amenaçada quan els zombis, que amb el pas del temps han arribat a conformar un autèntic exèrcit, iniciïn un atac per envair la ciutat.

## Argument
Fa temps una catàstrofe inimaginable va destruir gran part de la civilització humana. Per una raó desconeguda els recentment morts havien tornat a vida i van començar a alimentar-se dels seus germans vius. Aquests zombis es van multiplicar ràpidament agregant a les seves files un nou membre amb cada nova víctima. Molts anys després els morts excedeixen en un nombre molt gran als vius.
Els romanents de la humanitat han fugit cap a una gran ciutat fortificada on s'ha implantat un govern feudal dirigit per Paul Kaufman (Dennis Hooper) qui governa la ciutat amb puny de ferro i un poder aclaparant. La ciutat s'ha convertit de cop en un santuari contra l'amenaça dels morts vivents però es troba voltada en un costat pel riu i en l'altre per una barricada elèctrica. Fiddler's Green, al centre d'aquesta ciutat, és el lloc on viuen en el luxe els rics i poderosos. La resta viu al voltant d'ells en la pobresa i la misèria.

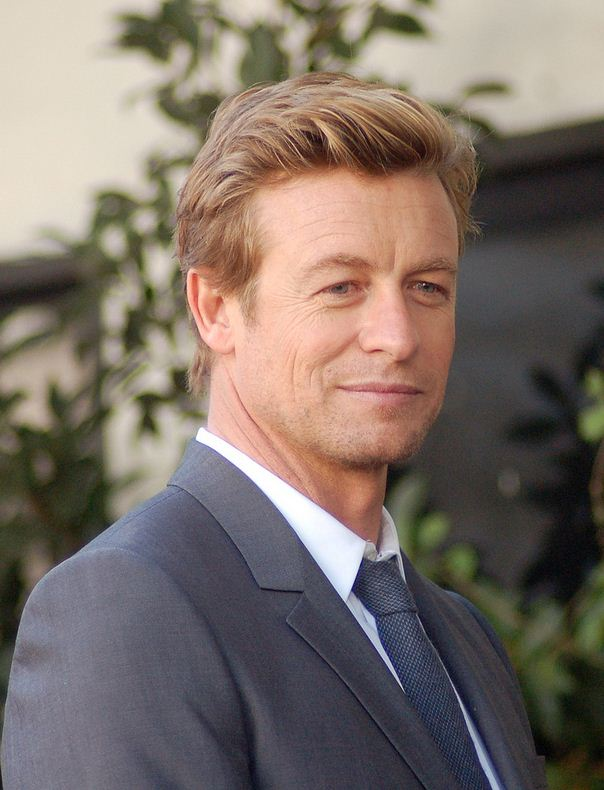
Simon Baker encarna el rol positiu de Land of the Dead, Riley Denbo, el responsable del Dead Reckoning

Per assegurar el seu domini Kaufman finança la construcció del Dead Reckoning, un vehicle tipus tanc que pot aventurar-se fora amb relativa facilitat. Riley Denbo (Simon Baker), dissenyador i comandant del Dead Reckoning, està a punt de retirar-se per anar-se a viure lluny d'allí. A diferència de Kaufman, Riley és respectat pels ciutadans perquè el seu treball els protegeix contra un món perillós. Després d'una sèrie d'incidents Riley és empresonat juntament amb el seu millor amic Charlie Houk (Robert Joy), un membre de l'equip del Dead Reckoning amb el rostre parcialment cremat, i amb Slack (Àsia Argento), una prostituta de la ciutat.
Cholo Demora (John Leguizamo), segon en el comando de l'equip de Dead Reckoning, en ser traït per Kaufman en negar-li aquest la possibilitat de comprar un apartament en Fiddler's Green, es converteix en un renegat. En veure que els seus somnis van ser trencats per Kaufman, Cholo busca venjança amenaçant amb destruir des de l'exterior Fiddler's Green utilitzant els míssils que equipa el Dead Reckoning. Per avortar l'amenaça Kaufman sol·licita a Riley que detingui a Cholo i Riley accepta la missió recolzant-se en els seus companys capturats i comptant amb alguns soldats entrenats per Kaufman. En anar a buscar municions un dels soldats és mossegat per un zombi i Slack ho mata. Riley i el grup rastregen la ubicació del Dead Reckoning amb un GPS i aconsegueixen recuperar-ho encara que Cholo i el seu company aconsegueixen escapar. Poc després Cholo rep una mossegada d'un zombi i, sabent que anava a convertir-se en un d'ells, prossegueix el seu camí sol, ja que afirma voler veure "com era el món des de l'altre costat".
Mentrestant al món exterior infestat de zombis alguna cosa inusual està ocorrent. Els zombis semblen haver-hi reasumido les seves existències pre-mortes: un membre d'una banda musical intenta bufar la seva corneta, una animadora porta les seves pompones, una parella de morts caminen amb les mans unides... També s'ha aixecat un líder entre les seves files, cridat Big Daddy (Eugene Clark), un empleat d'una gasolinera mort que continua usant les bombes de nafta cada vegada que el seu company zombi fa sonar la campana com si un automòbil volgués repostar combustible. Inusualment despert i intel·ligent, Big Daddy (una actualització de Bub, el zombi domesticat, encarnat per Sherman Howard, en Day of the Dead) ensenya als seus companys zombis com utilitzar armes de foc i superar algunes rudimentàries defenses humanes. Els zombis estan començant a aprendre, s'adapten, i fins i tot es comuniquen amb gemecs roncs i rudimentaris.

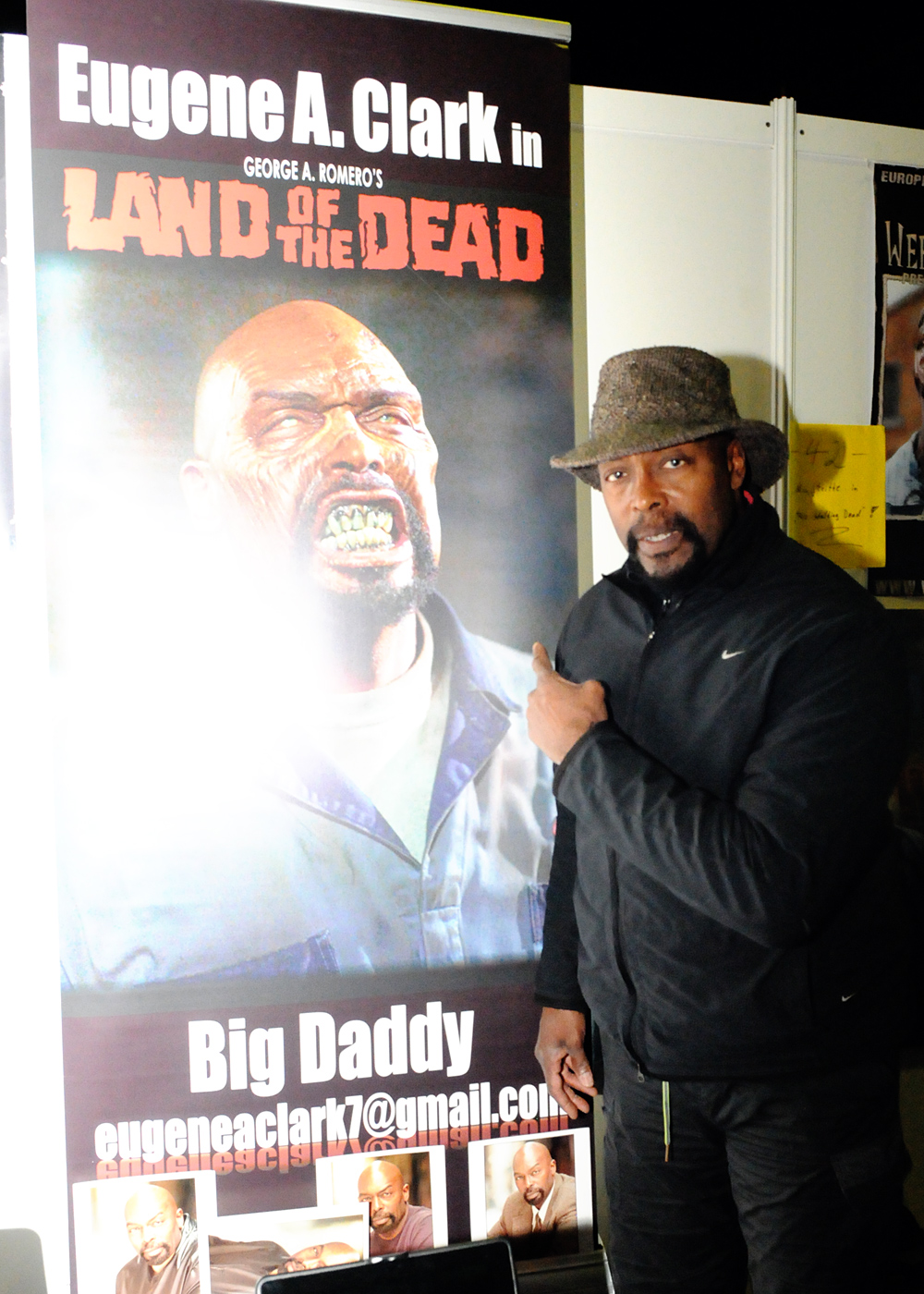
Eugene Clark encarna a Big Daddy, un zombi amb una intel·ligència fora de l'habitual, en Land of the Dead.

Big Daddy dirigeix als zombis en un assalt massiu a la ciutat habitada per humans com a venjança per les constants incursions realitzades al seu territori pel Dead Reckoning i iniciant la carnisseria al centre de Fiddler's Green. Kaufman observa la caiguda del seu regne davant els seus propis ulls quan els zombis superen als éssers humans en una sagnant massacre. Quan els morts han pres per complet la ciutat els éssers humans descobreixen que les defenses empleades per mantenir als zombis fora s'han convertit en barreres infranquejables que els impedeixen escapar i els mantenen presoners dins.

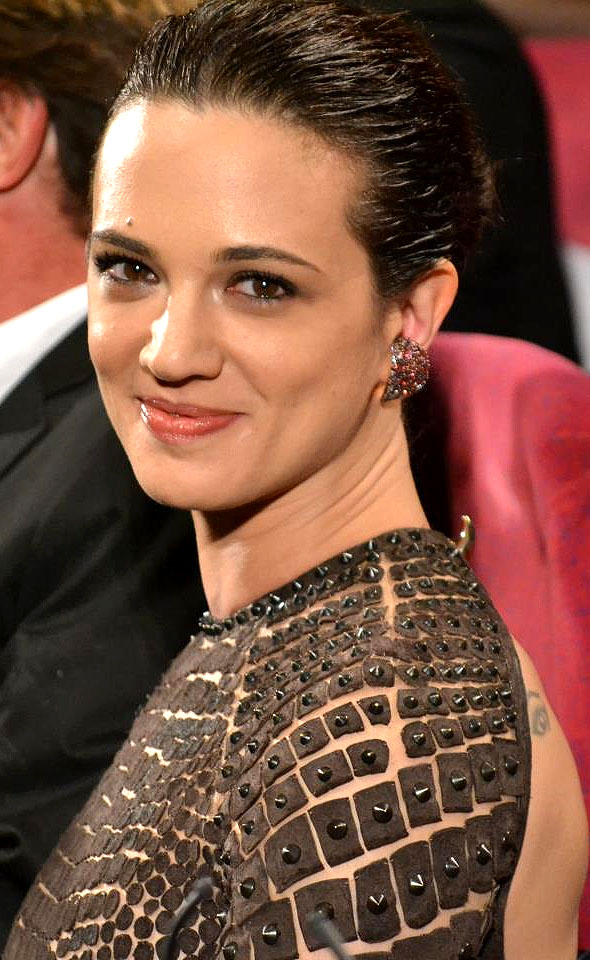
Àsia Argento, filla del cineasta italià Dario Argento, encarna en Land of the Dead a una prostituta anomenada Slack

L'enfrontament final té lloc quan Big Daddy, després de rebre trets de Kaufman, acorrala al governador dins d'un garatge subterrani. La intenció del magnat, muntat en un Lincoln Continental, era fugir de la massacre abandonant-ho tot i sense prestar ajuda a ningú però és interceptat pel capdavanter zombi. Big Daddy troba el cotxe on s'oculta Kaufman al costat del sortidor de gasolina que es troba en el garatge i, en moment de revelació, el zombi comença a bombar gasolina a l'interior del cotxe a través d'un forat en el parabrisa. Satisfet, es dirigeix fora del garatge trobant-se amb Cholo, ara reviscut com un membre dels morts. Cholo, en adonar-se de la presència de Kaufman, es prepara per venjar-se amb una mossegada contagiosa. No obstant això Big Daddy, en una nova mostra d'intel·ligència, fa rodar un pneumàtic cremant com si fos un còctel molotov, cap al vehicle xopat de gasolina. Al contacte amb el cotxe es genera una explosió que acaba amb Kaufman i amb el zombi Cholo.
Mentrestant Denbo i el Dead Reckoning lluiten per alliberar els habitants més humils de la ciutat. L'equip descobreix que s'ha produït una massacre a la zona de la tanca electrificada: sense fugida possible els pobres i l'elit s'han convertit en una massa igualment aniquilada pels morts. Finalment aconsegueixen destruir l'a prop electrificada i, després d'aconseguir-ho, l'equip és coneixedor que la majoria dels habitants més humils s'havien ocultat en una altra part aconseguint sortir il·lesos. Amb l'anihilació de la major part de l'elit de la ciutat els zombis aconsegueixen destruir el sistema de classes creat per Kaufman, anivellant-se les diferències socials. Tots dos costats s'uneixen per començar la reconstrucció de la civilització.

## Repartiment
- Simon Baker - Riley Denbo
- John Leguizamo - Cholo Demora
- Àsia Argento - Slack
- Robert Joy - Charlie Houk
- Dennis Hopper - Paul Kaufman
- Eugene Clark - Big Daddy
- Joanne Boland - Pretty Boy
- Tony Nappo - Foxy
- Jennifer Baxter - Zombi número 9
- Boyd Banks - Zombi Carnisser
- Jasmin Geljo - Zombi amb la Pandereta
- Maxwell McCabe-Lokos - Mouse
- Tony Munch - Anchor
- Shawn Roberts - Mike
- Pedro Miguel Arce - Pillsbury
- Sasha Roiz - Manolete
- Krista Bridges - Motown
- Bruce McFee - Mulligan
- Phil Fondacaro - Chihuahua
- Alan Van Sprang - Brubaker
- Earl Pastko - Roach
- Peter Outerbridge - Styles
- Gene Mack - Knipp
- Devon Bostick - Brian
- Simon Pegg i Edgar Wright - Zombis de la cabina fotogràfica
- Tom Savini - Blades, zombi del matxet
- Gregory Nicotero - Zombi guardià del pont

## Producció

### Preproducció
La quarta pel·lícula de la saga protagonitzada per zombis va tenir diversos títols durant la seva preproducció, com Twilight of the Dead, Dead City i Dead Reckoning (el mateix vehicle que té gran protagonisme en la pel·lícula). En una entrevista Romero va afirmar que un dels estudis temptejats per a la producció, 20th Century Fox, va proposar tornar a titular-la com la primera pel·lícula Night of the Living Dead. Davant la intenció de Fox si es fes amb els drets de tota la franquícia el director va decidir no prosseguir converses amb la productora i buscar noves aliances, recalant finalment el projecte en Universal. També va bromejar dient que volia fer una pel·lícula on els zombis existissin com a part de la vida diària en un món on la gent prosseguia amb les seves vides normals amb l'ajuda d'una patrulla de zombis.
El guió de la pel·lícula va ser publicat en Internet, però va ser retirat després que Universal Studios prengués mesurades. En el guió, i en el resultat final de la pel·lícula, es mostra amb profunditat una profunda sàtira social sobre la diferència de prioritats entre l'elit rica, que viu dichosamente indulgent en un gran gratacel, hedonista i despreocupada, que són capaços de posseir gàbies amb animals mecànics o es molesten quan no són capaços de tenir cobertura en el seu telèfon mòbil i la resta dels éssers humans. La classe humil, que té els pitjors i menys remunerats treballs, viuen en condicions terribles i són entretinguts per Kaufman amb distraccions com el joc, la prostitució, l'alcohol, les drogues o les lluites de gladiadors contra els morts (alguna cosa molt similar al concepte "pa i circ" utilitzat durant l'Imperi Romà).
La pel·lícula, conseqüentment, conté i actualitza alguns dels elements presents en les primeres versions del guió de Day of the Dead que, per falta de pressupost, no van poder incloure's en aquesta ocasió.
- Kaufman governa en gran part a través de la por, fent freqüents al·lusions sinistres sobre els "podridos" (un terme despectiu per referir-se als zombies). Probablement es critica mitjançant aquest personatge les freqüents declaracions del llavors president de EE.UU., George W. Bush, sobre el terrorisme. En una escena Kaufman declara que "ell no negocia amb terroristes", la qual cosa reforçaria aquest argument.
- Hi ha diverses escenes que mostren un xou de marionetes en una televisió hueca amb una bandera americana clavada amb tachuelas. Les trames simplifiquen una història que l'ésser humà és intel·ligent i derrota sense dificultat als zombis, una manera de satirizar el paper poc crític dels mitjans de comunicació de masses als Estats Units.
- Els zombis s'alienen totalment pels focs artificials disparats al cel durant la nit (una tàctica que les patrulles anti-zombis denomina "flors del cel"). No obstant això els zombis eventualment aprenen a no distreure's per les llums i arriben a immunitzar-se. S'ha suggerit que Romero, mitjançant aquestes escenes, critica la campanya sensacionalista activada pel govern dels EUA per a justificar la invasió d'Iraq (mantenint a l'enemic enfocat en els cels davant la imminent caiguda de míssils) i permetent un ràpid assalt.
- Una presa alterna on es mostra als zombis sorpresos pels focs artificials és potser la interpretació de Romero sobre el patriotisme americà. En aquesta escena, ells miren fixament amb temor l'espectacle, potser recordant una època en la qual van veure els focs artificials en les seves vides anteriors com alguna cosa significatiu (o que cega). La conclusió té un rerefons marxista: "Els treballadors s'aixequen contra els patrons". Les masses, els morts, enderroquen als rics. L'ús de les eines de treball (tals com a martells perforadores i claus de rosques) per part dels zombis per entrar a Fiddler's Green, així com el personatge clarament proletari, Big Daddy, recolzen aquesta interpretació. Una escena similar apareix al final de la pel·lícula Metròpolis de Fritz Lang.

### Rodatge
A diferència de les anteriors pel·lícules de la saga Land of the Dead va ser rodada a Toronto (Canadà) pesi als desitjos del director de continuar la sèrie en Pittsburg (Estats Units). La pel·lícula va començar la seva filmació l'11 d'octubre de 2004 i va concloure en menys de 42 dies.
Simon Pegg i Edgar Wright tenen cameos com a zombis, basats en l'afecte de Romero de la seva pel·lícula Shaun of the Dead. Tom Savini també apareix breument com un zombi (acreditat com a "zombi del Matxet"), amb una vestimenta similar al seu personatge "Blades" en L'alba dels morts.

### Versions
Rodada en format de 35mm, alternant el color i el blanc i negre, la pel·lícula compta amb dues versions: la primera versió té classificació R de la MPAA que va ser la que es va llançar en la primera edició en DVD i es va veure en les pantalles dels Estats Units té una durada de 93 minuts; la segona versió, sense censura i denominada "Muntatge del Director" en el DVD, té una durada de 97 minuts.
Ambdues versions van començar a comercialitzar-se als Estats Units el 18 d'octubre de 2005. Els rumors van suggerir que Romero va rodar escenes menys explícites, de sang vessada per a la versió de cinema, però això no és enterament exacte. Les escenes més violentes on es mostra el vessament de sang van ser filmades enfront d'una pantalla blava de manera que aquests elements superposats poguessin ser fàcilment eliminats per al DVD sense censura, enfosquint-les amb elements del primer pla.

## Classificació MPAA
R pel fort ús de violència i vessament de sang, llenguatge d'adults, i cert ús de drogues. És la primera pel·lícula en la saga que rep una classificació de la MPAA. Les províncies Canadenques de Columbia Britànica, Manitoba, i Ontario li van donar una classificació de 18A. En el Regne Unit el BBFC li va donar un certificat 15.